# 백발
《백발》(중국어 간체자: 白发, 정체자: 白髮, 병음: Bái fà 바이파[*])은 중국의 드라마이다.

## 소개
- 기억을 잃은 서계의 공주 용락이 화친혼을 위해 북림으로 가게 되고, 혼례를 올리기 전까지 비밀리에 만요라는 이름으로 찻집을 운영하며 혼례 상대인 북림 7황자 무우와 만나 사랑에 빠지게 되는 이야기

## 등장인물
- 장설영 - 용락 역
- 리즈팅 - 무우 역
- 징차오 - 부주 역
- 라운희 - 용제 역
- 천신위 (陈欣予) - 흔향 역
- 수야신 (书亚信) - 무욱 역
- 톈하이룽 (田海蓉) - 부연 역
- 쉬커 (徐可) - 영천이 역